# 6375 Фредгарріс
6375 Фредгарріс (6375 Fredharris) — астероїд головного поясу, відкритий 1 жовтня 1986 року.
Тіссеранів параметр щодо Юпітера — 3,180.